# 新黑文 (愛荷華州)
新黑文（英語：New Haven）是位於美國愛荷華州米切爾縣的一個人口普查指定地區。

## 人口
根據2010年美國人口普查的數據，新黑文的面積為4.99平方千米，當中陸地面積為4.99平方千米，而水域面積為0.00平方千米。當地共有人口91人，而人口密度為每平方千米18.24人。